# Sekundäre Pflanzenstoffe

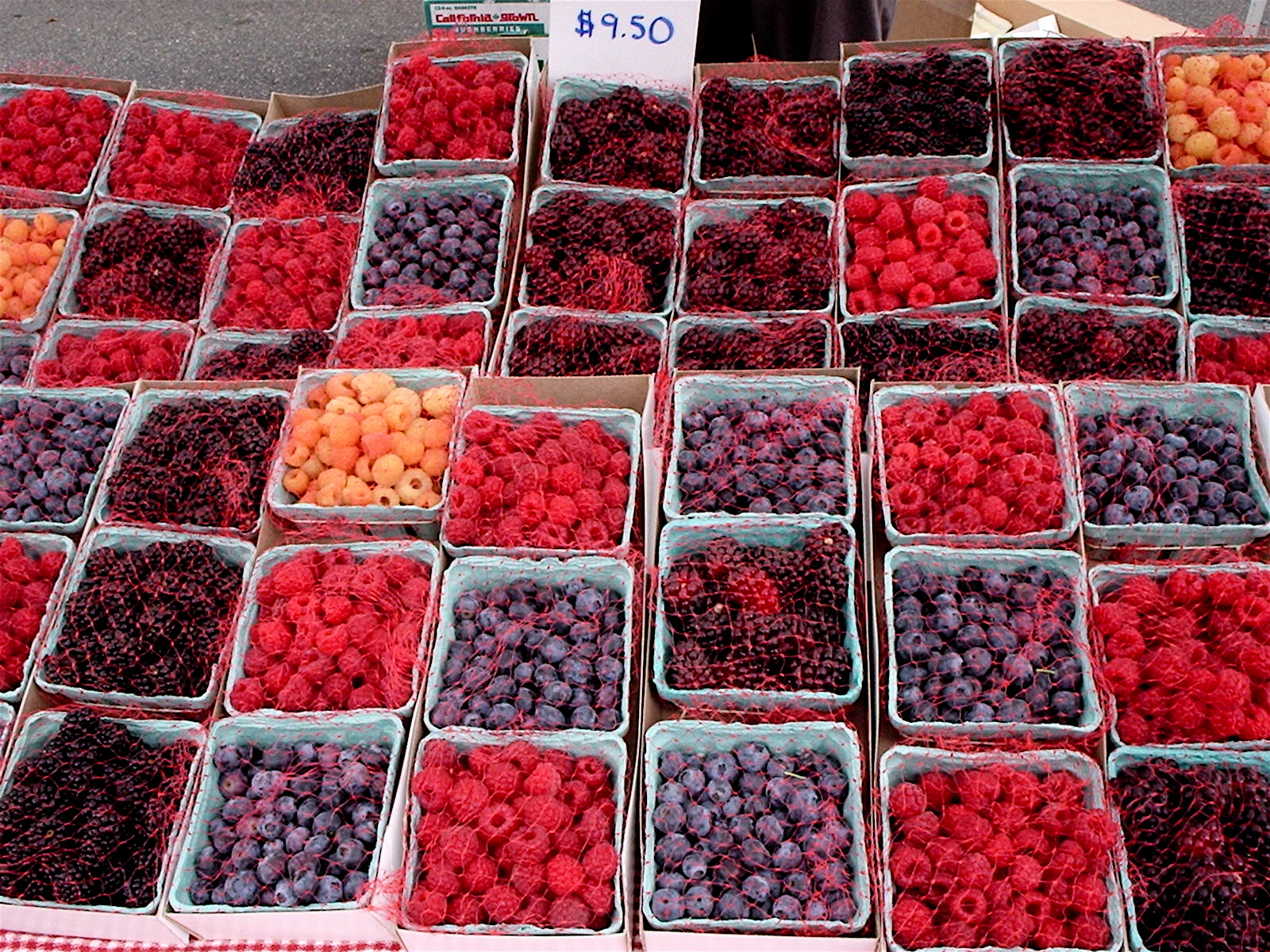
Das Rot, Blau und Lila in Beeren ist auf die sekundären Pflanzenstoffe der Anthocyane zurückzuführen.

Sekundäre Pflanzenstoffe (auch Sekundärmetaboliten, sekundäre Pflanzeninhaltsstoffe, Phytochemikalien, im naturheilkundlichen Bereich auch Phytamine genannt) sind eine Gruppe chemischer Verbindungen, die für die Pflanze nicht lebensnotwendig sind. Sekundäre Pflanzenstoffe gehören zu den Naturstoffen. Sie werden vielfach aufgrund möglicher gesundheitsfördernder Eigenschaften diskutiert.

## Entstehung
Sekundäre Pflanzenstoffe werden von Pflanzen weder im Energiestoffwechsel noch im aufbauenden (anabolen) oder im abbauenden (katabolen) Stoffwechsel produziert. Sie werden nur in speziellen Zelltypen hergestellt und grenzen sich von primären Pflanzenstoffen dadurch ab, dass sie für die Pflanze nicht unmittelbar lebensnotwendig sind.
Ihre Biosynthesewege fasst man unter dem Begriff Sekundärstoffwechsel zusammen. Sekundärmetaboliten leiten sich von Produkten des anabolen und katabolen Stoffwechsels ab, hauptsächlich Carbonsäuren, Kohlenhydraten und Aminosäuren. Nicht immer lässt sich der Sekundärstoffwechsel eindeutig abgrenzen. Dies hängt damit zusammen, dass Primär- und Sekundärstoffwechsel häufig gemeinsame Reaktionsschritte und die gleichen Enzymsysteme nutzen. So kann die Entscheidung, ob es sich um ein primäres oder um ein sekundäres Stoffwechselprodukt handelt, nur aus der Betrachtung der Funktion, welche die Substanz im pflanzlichen Organismus hat, getroffen werden.

## Arten
Die wichtigsten Gruppen pflanzlicher Sekundärverbindungen sind, geordnet nach ihrer chemischen Struktur:
- Phenolische Verbindungen: einfache Phenole, Polyphenole, Xanthone, Phenylpropanoide, Stilbene und ihre Glykoside
- Isoprenoide Verbindungen: Terpene, Steroide und ihre Glykoside; Carotinoide, Speicherlipide
- Alkaloide: z. B. Koffein und Nicotin
- Aminosäuren wie Alliin oder Canavanin

Obwohl Chlorophyll nur in photosynthetisch aktiven Pflanzenteilen produziert wird, gehört es nicht zu den sekundären Pflanzenstoffen, da es lebensnotwendig für die Pflanze ist.

## Bedeutung
Da die Erzeugung sekundärer Pflanzenstoffe in verschiedenen Pflanzenarten sehr unterschiedlich sein kann, hat ihre Untersuchung große Bedeutung für die Taxonomie. Weil sie zeitlich und räumlich begrenzt und oft von Umgebungsbedingungen abhängig produziert werden, ist ihre Untersuchung wichtig für das Verständnis der Zelldifferenzierung in der Pflanze. Sekundäre Pflanzenstoffe wie z. B. Alkaloide und Terpene bilden chemisch sehr unterschiedliche Strukturen und haben für den Menschen daher eine enorme Bedeutung, vor allem in der Pharmakologie und der chemischen Synthese.

### Bedeutung für den pflanzlichen Organismus
Die Funktion von sekundären Pflanzeninhaltsstoffen für die Pflanze war lange Zeit ungeklärt. Man nahm an, dass sekundäre Stoffwechselwege dazu dienten, unnütze oder toxische Stoffwechselneben- oder Endprodukte des primären Metabolismus unschädlich zu machen, weil man den Verbindungen keinen direkte Rolle im Stoffwechsel zuordnen konnte. Heute glaubt man, dass sekundäre Pflanzeninhaltsstoffe wichtige ökologische Aufgaben haben. Es wird angenommen, dass sich pflanzliche Sekundärstoffe als Folge einer intensiven Interaktion zwischen Pflanzen und ihrer Umwelt – insbesondere Fressfeinden – entwickelt haben. Viele pflanzliche Sekundärstoffe dienen der Pflanze als effektive chemische Abwehrstoffe gegen Herbivoren und Pathogene. Andererseits locken Sekundärmetabolite als Farb- und Aromastoffe pollenverbreitende Insekten und samenverbreitende Früchtefresser an.
Pflanzen nutzen Sekundärmetabolite
- zur Abwehr von Pathogenen, z. B. Iridoide, Cannabinoide
- zur Abwehr von Herbivoren, z. B. Tannine, Iridoide, Phytosterine, Pyrethroide, Alkaloide, Cannabinoide, Cardenolide
- dem Schutz vor UV-Strahlung und Starklicht, z. B. Carotinoide, Flavonoide, Anthocyane
- zur Anlockung von Bestäubern und Samenverbreitern, z. B. Monoterpene
- als Verdunstungsschutz, z. B. Suberin, Cutin
- als mechanische Festigung, z. B. Lignine

Viele der Verteidigungsstoffe sind nicht nur für die Feinde der Pflanzen giftig, sondern auch für die Pflanzen selbst. Um der Selbstzerstörung zu entgehen, haben sich in Pflanzen drei wesentliche Strategien herausgebildet:

Strukturformel von Alliin

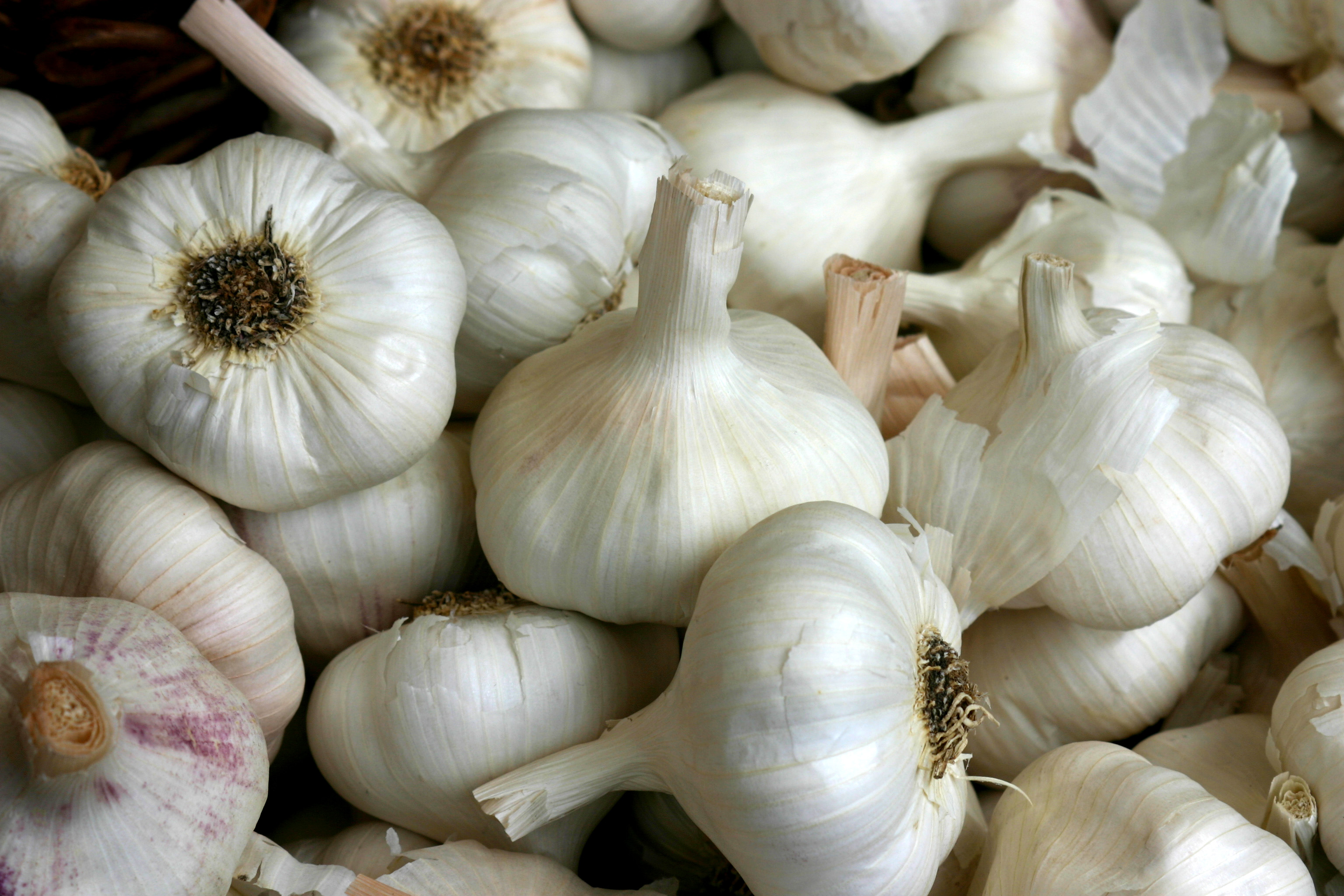
Knoblauch

1. Die Substanzen häufen sich in besonderen Zellen oder Geweben an. So sammelt sich Harz zum Beispiel in den Harzgängen, Alkaloide werden in speziellen Haaren oder Schuppen gespeichert, und sehr häufig reichern sich Sekundärmetabolite in der Vakuole an. Die Freisetzung der Substanzen erfolgt also erst bei Gewebezerstörung.
2. Die Pflanzen bilden nichttoxische Vorstufen und ein spezifisch dazu passendes Enzymsystem, das sich in anderen Kompartimenten der Zelle oder in besonderen Zellen befindet. Erst wenn die Kompartimente sich durch Verletzung auflösen, kommen die Enzyme mit den Substanzen in Berührung und bilden die eigentlichen giftigen Abwehrstoffe. Beispiel: Alliin im Knoblauch.
3. Die Pflanzen bilden Schutzstoffe nur als Antwort auf eine Infektion. Diese Schutzstoffe nennt man Phytoalexine. Ihre Bildung beschränkt sich nur auf den Ort der Infektion. Die Bildung der Phytoalexine wird durch besondere Signalsubstanzen (Elicitoren) ausgelöst.

## Anpassungen an sekundäre Pflanzenstoffe
Trotz der raffinierten und vielfältigen Verbindungen haben sich immer wieder bestimmte Tiere an sie angepasst oder eine Toleranz dagegen entwickelt. Solche Tiere werden als Nahrungsspezialisten bezeichnet. Sie können die Inhaltsstoffe mit der Nahrung aufnehmen und für sich selber nutzbar machen, sie neutralisieren oder schlicht wieder ausscheiden. Manche Tiere sind in der Lage, mittels Sequestration giftige Substanzen im eigenen Körper zu speichern, um sich ebenfalls auf diese Weise vor ihren Fressfeinden zu schützen. Ein Beispiel dafür ist der Monarchfalter, der Herzglykoside (Cardenolide) speichern kann. Diese Sekundärstoffe verursachen bei seinem Fressfeind, dem Blauhäher, Lähmungserscheinungen und Erbrechen. Schon nach kurzer Zeit lernen die Vögel, die auffällig gefärbten Schmetterlinge zu meiden.

## Bedeutung für den Menschen
Unumstritten ist, dass eine Ernährung, die viel frisches Obst und Gemüse enthält, gesundheitsfördernd ist. Es wird vermutet, dass sekundäre Pflanzenstoffe zum wesentlichen Teil verantwortlich für die gesundheitsfördernde Wirkung von Obst und Gemüse sind. Ob dies auch auf isolierte sekundäre Pflanzenstoffe in Form von Nahrungsergänzungsmitteln zutrifft, ist jedoch umstritten.
Sekundäre Pflanzenstoffe werden im naturheilkundlichen Bereich auch als Phytamine (altgriechisch φύτον phyton ‚Pflanze‘) bezeichnet, da einige von ihnen als Teil der Ernährung gesundheitliche Vorteile bieten könnten. Zu welchem Anteil der in Studien beobachtete gesundheitsfördernde Effekt auf einzelne sekundäre Pflanzenstoffe oder bestimmte Muster an sekundären Pflanzenstoffen zurückzuführen ist, kann dadurch nicht gesagt werden.
In der menschlichen Nahrung kommen etwa 5.000 bis 10.000 von den geschätzt 60.000 bis 100.000 sekundären Pflanzenstoffen vor.
Einige sekundäre Pflanzenstoffe sind für Menschen giftig. Zu diesen natürlich vorkommenden Giftstoffen kann man z. B. Alkaloide wie Nicotin oder Atropin zählen. Auch die einzelnen Inhaltsstoffe mit potentiell gesundheitlichem Nutzen können in hoher Dosierung giftig sein. Manche dieser natürlichen Gifte kann man sich allerdings pharmakologisch zu Nutze machen, wie das Gift der Tollkirsche Atropin, die Alkaloide des Schlafmohns (unter anderem Morphin, Codein, Papaverin und Noscapin) oder die Diterpenoide aus Eibenarten (Taxol A = Paclitaxel). Vielfach dienen Naturstoffe als Leitstruktur für neuartige Wirkstoffe, bei denen die Grundstruktur in Richtung verbesserter Wirkung sowie verminderter Nebenwirkungen optimiert ist.